# Ramón Medina Bello
Ramón Medina Bello, född 29 april 1966, är en argentinsk tidigare fotbollsspelare.
Ramón Medina Bello spelade 17 landskamper för det argentinska landslaget. Han deltog bland annat i Copa América 1991, 1993 och fotbolls-VM 1994.